# 东北大学悉尼智能科技学院
东北大学悉尼智能科技学院（英語：Sydney Smart Technology College, Northeastern University）是由东北大学与悉尼科技大学合作设立的中外合作办学机构。学校位于河北省秦皇岛经济技术开发区泰山路143号（同东北大学秦皇岛分校），预计于2020年开始招生。

## 简介
东北大学悉尼智能科技学院将开展本科学历教育，开设计算机科学与技术、通信工程、应用统计学三个本科专业。